# Gonzalo Martínez y sus congas pensantes
Gonzalo Martínez y sus congas pensantes es el título del único álbum de Gonzalo Martínez, el dúo electrónico chileno compuesto por Jorge González y Dandy Jack, lanzado en 1997 bajo el sello BMG.

## Contexto y producción
Tras publicar El futuro se fue en 1994, Jorge González se radicó en Nueva York, donde estudió ingeniería de sonido. Allí se reencontró con el músico chileno Martin Schopf, músico chileno radicado en Alemania, quien era parte del dúo Sieg Über Die Sonne, junto al alemán Tobías Freund.

En una autoentrevista publicada en 2014, González explicó su interés por cruzar cumbia con electrónica:
Cuando yo vivía en Nueva York e iba a los clubes notaba que el hi hat del house y el platillo de la cumbia eran exactamente el mismo y no es raro porque los dos son músicas negras.
A partir de esa experiencia, González y Schopf comenzaron a trabajar en un disco sobre cumbia electrónica desde Nueva York, reversionando canciones clásicas de la cumbia colombiana. Posteriormente se incorporaron Freund y Uwe Schmidt, también conocido como Señor Coconut. 
La publicación del disco en 1997 fue acompañado de un single, en el cual se incluyó una remezcla de Rodrigo Peña y Señor Coconut (acreditado como Atom Heart), y otra composición de Jorge González ('Navidad').
Ese mismo año fue presentado en el programa de televisión chileno De pe a pa.

## Recepción
En noviembre de 1997, el crítico Juan Pablo González reseñó en la Revista Rock&Pop:
Mediante una adecuada selección y mezcla de timbres, el álbum nos ofrece ese espacio amplio y limpio donde el cuerpo puede moverse a voluntad, entregado a la hipnótica recurrencia del riff. Las percusiones latinas, que se mezclan bien con los teclados, entibian un poco el disco y acompañan adecuadamente los nostálgicos recuerdos tipo “Si vas para Chile” que González hace de los barrios santiaguinos en “La Cumbia Triste”

## Lista de canciones
| Gonzalo Martínez y sus congas pensantes |                        |          |  |
| N.º                                     | Título                 | Duración |  |
| 1.                                      | «La pollera amarilla»  | 5:24     |  |
| 2.                                      | «La piragua»           | 6:18     |  |
| 3.                                      | «La pollera colorá»    | 5:10     |  |
| 4.                                      | «Soledad»              | 6:52     |  |
| 5.                                      | «Tiburón a la vista»   | 6:23     |  |
| 6.                                      | «Plena española»       | 4:14     |  |
| 7.                                      | «Cumbia algarrobera»   | 4:08     |  |
| 8.                                      | «La cumbia triste»     | 4:43     |  |
| 9.                                      | «La cumbia del pepino» | 6:11     |  |
| 10.                                     | «Guapa!»               | 8:31     |  |
| 41:02                                   |                        |          |  |